# Théâtre municipal d'Évreux
Le théâtre municipal d'Évreux est un édifice situé dans la ville d'Évreux, dans l'Eure en région Normandie.

## Histoire
Le maître d’œuvre est la ville d'Évreux qui, sur concours lancé en 1898, choisit le projet élaboré par Léon Legendre, un architecte né dans l'Eure. Le premier directeur de 1903 à 1929 en est Charles Baret. 
L'édifice est inscrit au titre des monuments historiques par arrêté du 22 novembre 2002. Il bénéficie, en outre, du Label  « Patrimoine du XXe siècle ».
Le Théâtre des Opérations, compagnie théâtrale dirigée par Jacques Falguières pendant 30 ans, est installée au théâtre d'Évreux en 1978,.
Après une campagne de modernisation et extension qui a suivi le ravalement de l'édifice (soit 13 années de travaux), le théâtre Legendre rouvre en 2018.
L'érable sycomore planté en façade avant la Révolution est un arbre remarquable de France .
Au XXIe siècle, le théâtre Legendre est incorporé à la scène nationale dénommée Tangram.

## Description
Le théâtre est de style Beaux-Arts.
Les éléments de décoration sont dus (entre autres), pour la peinture, à Charles Denet (foyer) et, pour la sculpture, à Albert Miserey qui a créé notamment les deux bustes de Corneille (poésie) et Boieldieu (musique) en façade, de part et d'autre du balcon. Les autres sculptures extérieures sont attribuées à Léon Margotin.
La mosaïque ornant le fronton est une réalisation de la maison Edmond Coignet.
Le rideau d'avant scène est réalisé par Eugène Carpezat et les décors scéniques sont d'Émile Chaperon.

## Représentations notoires
Ont été mises en scène par Jacques Falguières les représentations suivantes :
- 2010 :	Le Livre de Robert et Joséphine de Christiane Veschambre[11]
- 2009 :	Riquet à la houppe d'après Charles Perrault[12]
- 2008 :	11 septembre 2001 de Michel Vinaver[13]
- 2006 :	Inferno à Paris d'après August Strindberg[14]
- 2005 :	Mademoiselle Julie d'August Strindberg [15]
- 2003 :	Don Quichotte et Les Tréteaux de maître Pierre, musique Manuel de Falla[16]
- 1997 :	George Dandin de Molière[17]
- 1994 :	Le Misanthrope de Molière[18]
- 1988 :	Polyeucte de Pierre Corneille[19]
- 1987 :	Essai des merveilles de nature et des plus nobles artifices d'Étienne Binet[20]
- 1986 :	L'Étoile au front de Raymond Roussel[21]
- 1985 :	Iphigénie de Jean Racine[22]
- 1983 :	Le mot rideau ne tombe jamais d'Yves-Robert Viala[23]
- 1982 : Le paradis est la plus grande des vulves de Charles Bukowski[24]
- 1981 :	Macbeth de William Shakespeare[25]
- 1980 :	Histoire du soldat de Charles Ferdinand Ramuz[26]